# Corvera de Toranzo
Corvera de Toranzo é um município da Espanha na comarca e mancomunidade dos Vales Pasiegos, província e comunidade autónoma da Cantábria. Tem 49,5 km² de área e em 2021 tinha 2 054 habitantes (densidade: 41,5 hab./km²).

## Demografia
| Variação demográfica do município entre 1991 e 2004 [carece de fontes?] | Variação demográfica do município entre 1991 e 2004 [carece de fontes?] | Variação demográfica do município entre 1991 e 2004 [carece de fontes?] | Variação demográfica do município entre 1991 e 2004 [carece de fontes?] |
| ----------------------------------------------------------------------- | ----------------------------------------------------------------------- | ----------------------------------------------------------------------- | ----------------------------------------------------------------------- |
| 1991                                                                    | 1996                                                                    | 2001                                                                    | 2004                                                                    |
| 2203                                                                    | 2192                                                                    | 2128                                                                    | 2184                                                                    |